# Žunci
Žunci is een plaats in de gemeente Vrbovec in de Kroatische provincie Zagreb. De plaats telt 164 inwoners (2001).